# سيبيرية منبسطة
السيبيريَّة المنبسطة هو نبات من جنس السيبيرية في الفصيلة الوردية.